# Cinque Nazioni 1947
Il Cinque Nazioni 1947 (in inglese 1947 Five Nations Championship; in francese Tournoi des Cinq Nations 1947; in gallese Pencampwriaeth y Pum Gwlad 1947) fu la 18ª edizione del torneo annuale di rugby a 15 tra le squadre nazionali di Francia, Galles, Inghilterra, Irlanda e Scozia, nonché la 53ª in assoluto considerando anche le edizioni dell'Home Nations Championship.
Fu il torneo di ritorno all'attività internazionale dopo la seconda guerra mondiale, nonché quello che vide il rientro effettivo della Francia, già ammessa con una decisione del 1939 ma impossibilitata a disputare il torneo a causa del conflitto.
L'esordio fu proprio dei francesi che a Colombes ricevettero la Scozia.
Così come accadde nell'ultima edizione prebellica, il torneo fu assegnato congiuntamente per la decima volta nella sua storia.
Ad affermarsi a pari merito furono Galles e Inghilterra, autrici ciascuna di tre vittorie e una sconfitta.
Per gli inglesi si trattò del ventesimo successo in assoluto, per i gallesi del quindicesimo.
Il valore delle marcature, come stabilito dall’IRFB nel 1905, era: 3 punti per ciascuna meta (5 se trasformata), 3 punti per la realizzazione di ciascun calcio piazzato o mark, 4 punti per la realizzazione di ciascun drop.

## Nazionali partecipanti e sedi
| Squadra     | Città           | Impianto interno      |
| ----------- | --------------- | --------------------- |
| Francia     | Colombes        | Stadio Yves du Manoir |
| Galles      | Cardiff Swansea | Arms Park St. Helen's |
| Inghilterra | Londra          | Twickenham            |
| Irlanda     | Dublino         | Lansdowne Road        |
| Scozia      | Edimburgo       | Murrayfield           |

## Risultati
| Arbitro: | Cyril Gadney |

|                  |      |        |
| Lassègue Terreau | mt   |        |
| J. Prat          | tr   |        |
|                  | c.p. | Geddes |

| Arbitro: | R.A. Beattie |

|                |      |       |
| Evans Stephens | mt   | White |
|                | tr   | Gray  |
|                | drop | Hall  |

| Arbitro: | John Whittaker |

|        |      |                              |
| McKay  | mt   | Lassègue (2) J. Prat Sorondo |
| Mullan | tr   |                              |
| Mullan | c.p. |                              |

| Arbitro: | Michael Dowling |

|        |      |                                           |
| Elliot | mt   | Cleaver Jones (2) B. Williams L. Williams |
| Geddes | tr   | Tamplin (2)                               |
| Geddes | c.p. | Tamplin                                   |

| Arbitro: | Malcolm Allan |

|                               |      |  |
| McKay Mullan (2) O'Hanlon (2) | mt   |  |
| Mullan (2)                    | tr   |  |
| Mullan                        | c.p. |  |

| Arbitro: | Cyril Gadney |

|  |    |        |
|  | mt | Mullan |

| Arbitro: | Ivor David |

|                                |      |         |
| Bennett Guest Henderson Holmes | mt   | Jackson |
| Heaton (4)                     | tr   | Geddes  |
| Hall                           | drop |         |

| Arbitro: | Alan Bean |

|  |    |         |
|  | mt | Tamplin |

| Arbitro: | John Whittaker |

|          |      |  |
| B. Evans | mt   |  |
| Tamplin  | c.p. |  |

| Arbitro: | Trevor Jones |

|               |      |         |
| Guest Roberts | mt   |         |
|               | c.p. | J. Prat |

## Classifica
| Pos | Squadra     | G | V | N | P | PF | PS | DP  | Pt |
| --- | ----------- | - | - | - | - | -- | -- | --- | -- |
| 1   | Galles      | 4 | 3 | 0 | 1 | 37 | 17 | +20 | 6  |
| 2   | Inghilterra | 4 | 3 | 0 | 1 | 39 | 36 | +3  | 6  |
| 3   | Irlanda     | 4 | 2 | 0 | 2 | 33 | 18 | +15 | 4  |
| 4   | Francia     | 4 | 2 | 0 | 2 | 23 | 20 | +3  | 4  |
| 5   | Scozia      | 4 | 0 | 0 | 4 | 16 | 57 | −41 | 0  |